# Xanthocampoplex townesi
Xanthocampoplex townesi är en stekelart som beskrevs av Gupta 1973. Xanthocampoplex townesi ingår i släktet Xanthocampoplex och familjen brokparasitsteklar. Inga underarter finns listade i Catalogue of Life.